# Дрегушень (Страшенський район)
Дрегушень (рум. Drăgușeni) — село у Страшенському районі Молдови. Входить до складу комуни, адміністративним центром якої є село Редень.

## Населення
За даними перепису населення 2004 року у селі проживали 1010 осіб.
Національний склад населення села:
| Національність       | Кількість осіб | Відсоток   |
| -------------------- | -------------- | ---------- |
| молдавани румуни     | 935 61         | 92,6% 6,0% |
| українці             | 4              | 0,4%       |
| росіяни              | 3              | 0,3%       |
| болгари              | 1              | 0,1%       |
| інша / без відповіді | 6              | 0,6%       |
| Всього               | 1010           | 100%       |